# Glyptomorpha thoracica
Glyptomorpha thoracica är en stekelart som beskrevs av William Harris Ashmead 1900. Glyptomorpha thoracica ingår i släktet Glyptomorpha och familjen bracksteklar. Inga underarter finns listade i Catalogue of Life.